# Mareille Labohm
Mareille Labohm (16 mei 1983) is een Nederlandse actrice.
In 2009 speelde de actrice een eenmalige rol in Shouf Shouf! en speelde vervolgens in de soapserie Goede tijden, slechte tijden waarin ze 5 afleveringen de rol van Merle vertolkte. Labohm kreeg in het derde seizoen van politieserie Flikken Maastricht een bijrol aangeboden in de rol van Solange van Dommelen: 5 afleveringen als uitbater van een bowling. In 2010 vertolkte ze nog een kleine rol in De co-assistent en nog een eenmalige aflevering in politieserie Moordvrouw in seizoen 3.

## Filmografie

### Televisieseries
- 2013: Moordvrouw - Andrea (1 aflevering)
- 2010: De co-assistent - Lillia Bogdon (1 aflevering)
- 2009-2010: Flikken Maastricht - Solange van Dommelen (5 afleveringen)
- 2009: Goede tijden, slechte tijden - Merle (5 afleveringen)
- 2009: Shouf Shouf!